# Hemisphaeriodon gerrardii
Hemisphaeriodon gerrardii är en ödleart som beskrevs av  Gray 1845. Hemisphaeriodon gerrardii ingår i släktet Hemisphaeriodon och familjen skinkar. Inga underarter finns listade i Catalogue of Life.